# Шарембал
Шарембал (мар. Шайрамбал) — деревня в Волжском районе Республики Марий Эл. Входит в состав Сотнурского сельского поселения.

## География
Находится в южной части республики Марий Эл на расстоянии приблизительно 37 км по прямой к северо-востоку от районного центра города Волжск и в 3 км к северо-западу от центра поселения, села Сотнур.

## История
По исследованиям И. С. Галкина и О. П. Воронцовой, название деревни переводится как «за рекой Шайра». Известна с 1763 года как деревня, где проживало 109 человек (70 мужчин, 39 женщин, государственные крестьяне, марийцы). В 1825 году в деревне Царевококшайского уезда Казанской губернии насчитывалось 75 ясачных крестьян мужского пола. В 1838 году деревня относилась к приходу Троицкой церкви села Сотнур, в ней проживало 224 человека (85 мужчин и 139 женщин) в 21 дворе ясачных крестьян и 1 дворе военного.
В списке населённых мест Казанской губернии по данным 1859 года в казённой деревне Ширимбал 2-го стана того же уезда при овраге и речке Кужерке насчитывалось 237 жителей (109 мужчин, 128 женщин) в 32 дворах. Жители пользовались ключевой водой. В 1873 году в деревне Сотнурской волости того же уезда насчитывалось 118 ревизских душ. По сведениям 1881 года, 3 жителя деревни занимались рубкой и пилкой леса, также был 1 портной.
По данным 1887 года в деревне Шарембал той же волости проживало 92 человека (51 мужчина, 41 женщина) в 18 дворах, большинство составляли марийцы. Жители держали 24 лошади, 34 головы крупного и 65 голов мелкого рогатого скота. В начале XX века (1902—1905 годы) в деревне той же волости жило 122 человека (57 мужчин, 65 женщин) в 17 дворах.
В 1923 году деревня входила в состав Сотнурской волости Краснококшайского кантона, на 1 января 1925 года — в составе Сотнурского райсельсовета Звениговского кантона. В деревне проживало 153 марийца. В 1927 году — 159 человек в 31 дворе, марийцы.
В 1933 году был организован колхоз «1 Мая». В 1940 году в его состав входило 34 двора и 157 человек, большинство составляли марийцы. В конюшне содержались 22 лошади, в коровнике — 17 голов крупного рогатого скота, также имелось 33 овцы в овчарне, 27 голов птицы и 22 пчелосемьи. Из сельскохозяйственных орудий было 19 конных плугов, 16 борон и другие орудия, для перевозки грузов использовали 20 телег и 17 саней. В то время деревня была в составе Сотнурского сельсовета Сотнурского района. В годы Великой Отечественной войны на фронт ушли 44 человека.
В 1956 году деревня перешла в состав Волжского района. В 1950-х годах деревня входила в состав колхоза им. Ленина, в 1963—1965 годах — в составе колхоза им. XXII съезда партии, затем до 1978 года — вновь в составе колхоза им. Ленина. В декабре 1978 года деревня Шарембал вошла в состав колхоза им. Карла Маркса.
По переписи 1970 года в деревне проживало 197 человек (80 мужчин, 117 женщин), преобладали марийцы. По переписи 1979 года — 172 человека (68 мужчин, 104 женщины), также преобладали марийцы. В 1980 году по данным текущего учёта в деревне проживало 162 жителя (61 мужчина и 101 женщина) в 49 хозяйствах. В личном пользовании жителей было 16 велосипедов и 10 мотоциклов. По деревне проходила грунтовая дорога. Были телевизоры и радио, также жители пользовались электричеством, колодезной водой, телефоном. Около деревни имелось озеро Пыжаньер. Культурно-бытовая инфраструктура находилась в селе Сотнур.
В 1992 году колхоз им. Карла Маркса был реорганизован в коллективно-долевое предприятие «Шайра кундем», с 2001 года — производственная сельскохозяйственная артель «Шайра кундем».

## Население
| 2002 | 2010 | 2021 |
| ---- | ---- | ---- |
| 127  | ↘104 | ↘94  |

Согласно результатам переписи 2002 года в деревне проживало 127 человек (56 мужчин и 71 женщина), все марийцы. По данным текущего учёта на 2003 год — 145 жителей (в основном пожилого возраста) в 40 дворах.
По переписи 2010 года — 104 человека (46 мужчин и 58 женщин). По переписи 2021 года в деревне проживало 94 человека, из них 90 марийцев и 4 русских. При этом 85 человек использовали русский язык и 78 человек — марийский язык. Наиболее распространённые фамилии — Александровы, Харитоновы.

## Инфраструктура
Жилая застройка представлена индивидуальными жилыми домами общей площадью 2,22 тыс. м² по состоянию на начало 2023 года. Дорога до деревни асфальтирована. Деревня не газифицирована, водопровод также отсутствует. К западу от деревни имеется пасека. В 700 м к западу-северо-западу от деревни Шарембал находится Шарембальское мольбище — объект культурного наследия федерального значения, памятник археологии.
На начало 2000-х годов трудоспособное население работало в ПСХА «Шайра кундем», Сотнурской участковой больнице, начальной школе в деревне Шарибоксад, на Шарембальской свиноферме. Фермерских хозяйств не было. Жители посещали церкви села Сотнур и деревни Петъял. Население имеет приусадебные участки от 30 до 40 соток, на начало 2003 года жители содержали 37 голов крупного рогатого скота, 6 свиней, 67 овец, 72 головы птицы. Жители имели 3 грузовых и 2 легковых автомобиля, 2 трактора и 4 мотоцикла; в 11 домах имелись телефоны. Во всех домах были радио и телевизоры. Школьники посещали Шарибоксадскую начальную и Сотнурскую среднюю школы.